# أندريا جرام
أندريا جرام (بالسويدية: Andrea Gram؛ بالنرويجية البوكمول: Andrea Gram) هي رسامة سويدية ونرويجية، ولدت في 20 مارس 1853 في Norderhov ‏ في النرويج، وتوفيت في 10 مايو 1927 في Oscar Parish ‏ في السويد.